# Sốt Tonkatsu

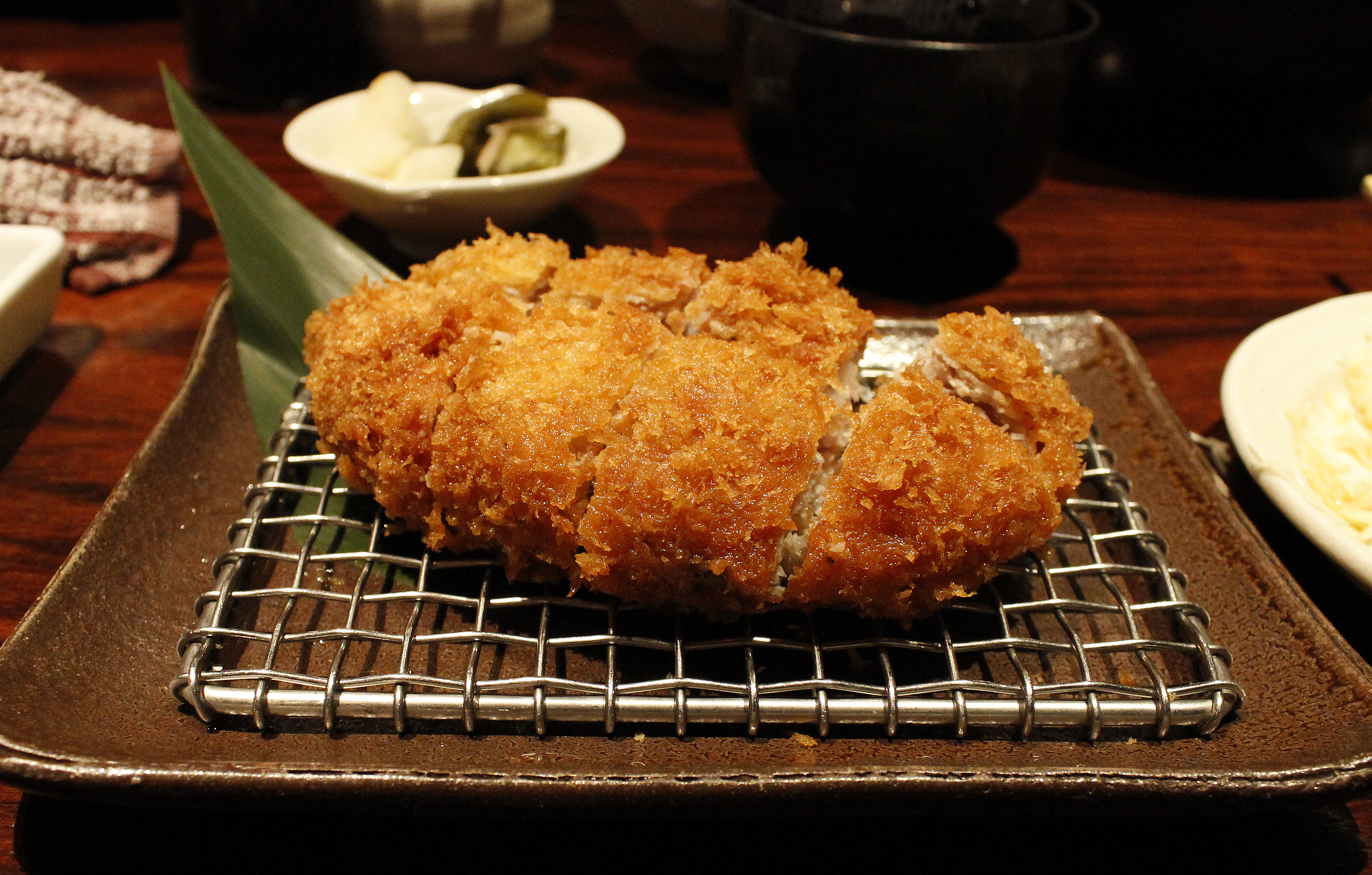
Tonkatsu thịt lợn ăn kèm sốt tonkatsu

Sốt Tonkatsu là một loại sốt dày ăn kèm với tonkatsu, thịt lợn cốt lết Nhật Bản. Nó là một loại nước sốt đặc ( độ nhớt trên 2,0 pascal-giây, theo tiêu chuẩn JAS) loại sốt Worcestershire của Nhật Bản . Như với hầu hết các loại nước sốt Worcestershire của Nhật Bản, nó là món chay và tương tự như nước sốt nâu, với cà chua, mận, chà là, táo, nước chanh, cà rốt, hành tây và cần tây trong các thành phần của nó.  
Nước sốt Tonkatsu đầu tiên được sản xuất vào năm 1948 bởi Oliver Sauce Co., Ltd. của tỉnh Hyogo. Mặc dù nhìn chung tương tự như nước sốt nâu truyền thống, nó là món chay. Ví dụ, nhãn hiệu nước sốt tonkatsu của Bull-Dog, được làm từ giấm mạch nha, men, và rau và trái cây xay nhuyễn, bột nhão và chiết xuất.   